# Gambell
Gambell – miasto w Stanach Zjednoczonych, w stanie Alaska, w okręgu Nome, na Wyspie Świętego Wawrzyńca.